# Apiologi
Apiologi (fra latin apis, "bi", og græsk logia (λογία)) er det videnskabelige studie af honningbier, en subdisciplin af melittologi, der selv er en gren af entomologi. Honningbier er ofte valgt som studiegruppe til at besvare spørgsmål om udviklingen af sociale systemer.
| Biologi | Spire Denne artikel om biologi er en spire som bør udbygges. Du er velkommen til at hjælpe Wikipedia ved at udvide den. |